# ニコライ・アノーソフ
ニコライ・パヴロヴィチ・アノーソフ（ロシア語: Николай Павлович Аносов, ラテン文字転写: Nikolai Pavlovich Anosov, 1900年2月5日（ユリウス暦）/2月17日（グレゴリオ暦） - 1962年12月2日）は、ソビエト連邦の指揮者。妻はソプラノ歌手のナターリヤ・ロジェストヴェンスカヤ。息子はゲンナジー・ロジェストヴェンスキー。

## 略歴
ボリソグレブスクの銀行員の家に生まれ、家庭で音楽教育を受けたものの、地元の高校を卒業後はペトロフスキー・ラズモフスカヤ農業大学に進学し、ほどなく赤軍に参加した。クロンシュタットの反乱の際には砲兵の士官として赤軍の戦闘に加わり、その後は外務省に勤務。
1920年代半ばからスタニスラフスキーのオペラ・スタジオでピアノ伴奏を務め、音楽活動を行うようになる。1928年にはモスクワ・フィルハーモニー協会に名を連ね、アンドレイ・ムトルとアナトリー・アレクサンドロフに音楽理論と作曲を教わった。1930年にはラジオ放送でグルックの歌劇《オルフェオとエウリディーチェ》を指揮してデビューを飾り、1933年にはアラム・ハチャトゥリアンの舞踏組曲をモスクワで初演して名を上げた。1937年にはロストフ交響楽団の首席指揮者となり、翌年にはバクー音楽院の講師に招かれる傍らでアゼルバイジャン・フィルハーモニー交響楽団の首席指揮者となった。
1943年にモスクワ音楽院で作曲の学位を取り、その翌年にモスクワ音楽院の講師となった。1948年から1951年までレフ・シテインベルクの創設したモスクワ州フィルハーモニー交響楽団（現在のモスクワ国立アカデミー交響楽団）の首席指揮者を務め、1947年からはモスクワ音楽院のオペラ科の指導も任されるようになった。1951年には教授に昇格し、ソ連の名誉芸術家の称号を送られている。1962年12月2日にモスクワにて死去した。

## 主な門下
- ヴェロニカ・ドゥダロワ
- ザハリ・フロゼ